# 奥古斯特·巴奇
奥古斯特·约翰·格奥尔格·卡尔·巴奇（德語：August Johann Georg Karl Batsch，1761年10月28日—1802年9月29日）是德国植物学家，主要研究领域为真菌。

## 生平
他出生于德国耶拿，在本地中学就学，1772年进入耶拿大学，1781年获得博士学位，1786年他获得第二个博士学位—医学博士学位，并在耶拿大学任教，教授自然历史。1787年他开始教授医学，并结婚，婚后生有三个子女。1792年，他成为哲学教授，歌德也曾经向他请教过关于植物学的知识。
1790年，他创建了耶拿植物园和自然探索者俱乐部（Naturforschende Gesellschaft）
。

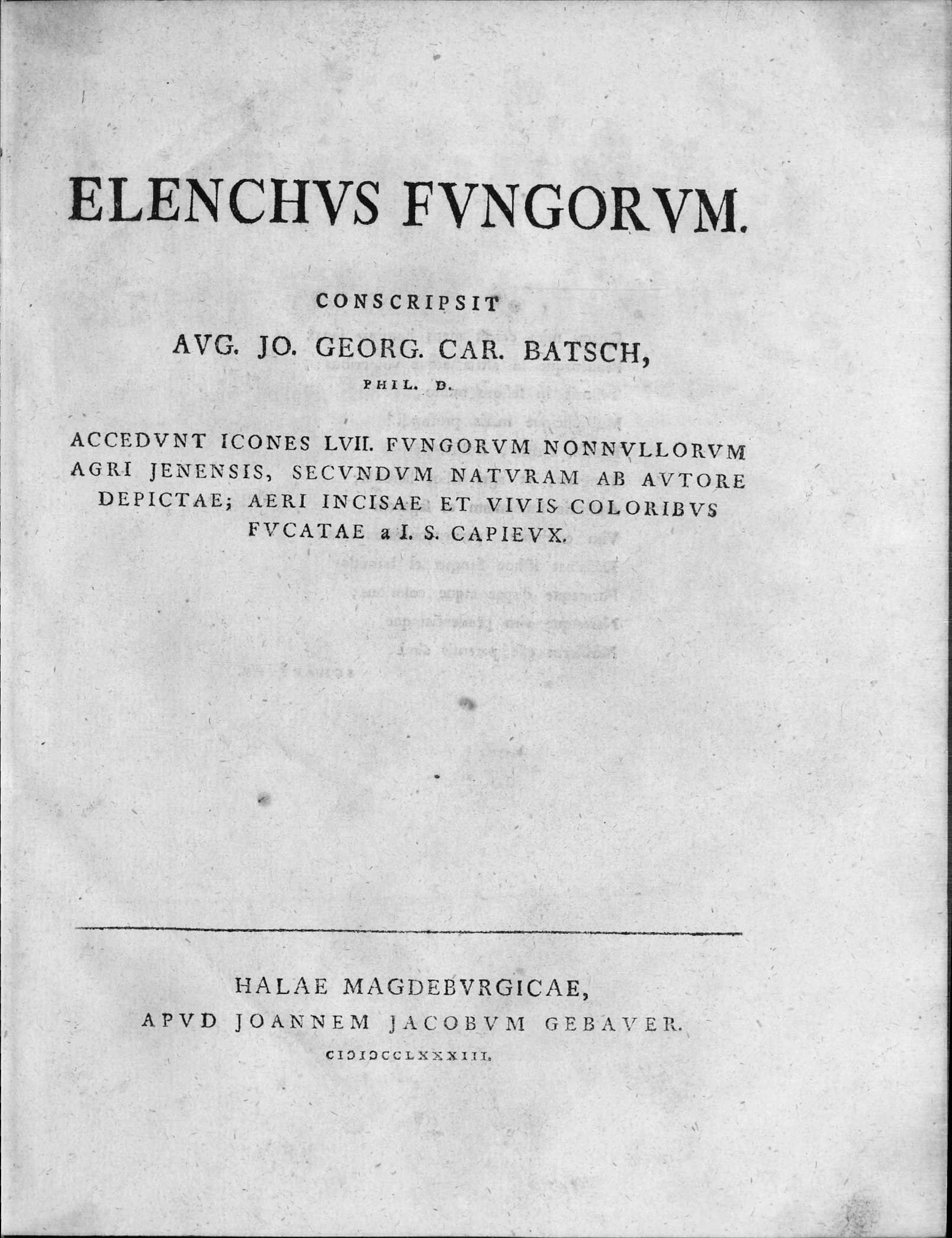
Elenchus fungorum, 1783

## 研究领域
他研究和命名了大约200种蘑菇新品种，写了两部著名的著作，《关于真菌》（Elenchus Fungorum1783年-1789年），和《对植物历史和知识教学的探讨》（Versuch einer Anleitung zur Kenntniss und Geschichte der Pflanzen1787年-1788年）。